# Long John Silver

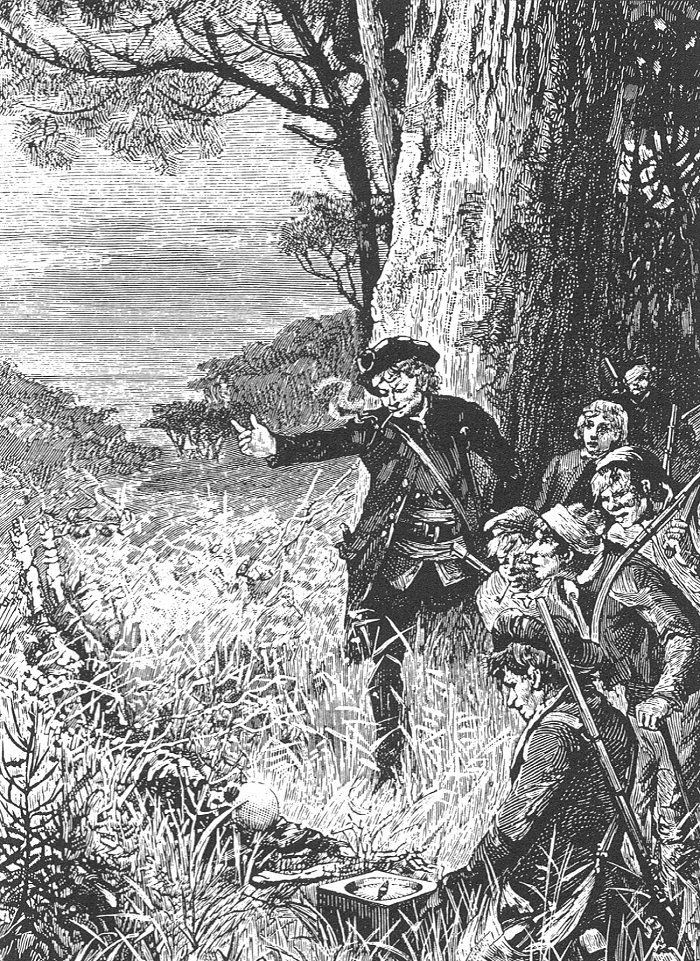
Silver (in het midden) wijzend naar het skelet van Allardyce, illustratie door Georges Roux, 1885

Long John Silver is een fictieve piraat uit het bekende boek Schateiland, geschreven door Robert Louis Stevenson in 1883. Hieruit komen veel van de typische eigenschappen die wij tegenwoordig met piraten associëren, zoals de papegaai op de schouder, het houten been (ofschoon Silver dit zelf niet heeft), de gewelddadige onderlinge gevechten op het schip en de schat die op een onbekende plek begraven is waar een schatkaart met mysterieuze aanwijzingen dan naar leidt. Ook het onbewoond eiland waar opstandige piraten worden achtergelaten komt in dit boek voor.
Long John Silver wordt in het boek omschreven als een hard werkende zeeman die als het om geld, juwelen of goud ging erg wreed en gewelddadig kon zijn. Hij was de enige man voor wie Kapitein Flint, onder wie hij als kwartiermeester had gediend, bang was. Silver had zijn papegaai kapitein Flint naar hem genoemd. Silver mist een van zijn benen, en loopt daarom met een kruk. In het boek waren Silver en Ben Gunn de enige twee piraten die een klein deel van de schat overhielden.

## Vertolkingen
Schateiland is reeds verschillende malen verfilmd en de rol van Long John Silver is reeds door verschillende acteurs vertolkt, onder wie:
- Charles Ogle, Treasure Island (1920)
- Wallace Beery, Treasure Island (1934)
- Robert Newton, Treasure Island (1950)
- Orson Welles, Treasure Island (1972)
- Charlton Heston, Treasure Island (1990)
- Tim Curry, Muppet Treasure Island (1996)
- Jack Palance, Treasure Island (1999)
- Eddie Izzard, Treasure Island (2012) mini-serie
- Luke Arnold, Black Sails, tv-serie, vier seizoenen (2014-2017)

## Bewerkingen
Long John Silver is een Franse piratenstrip van Mathieu Lauffray en Xavier Dorison rond het personage van Stevenson.